# فوتبال در پرو

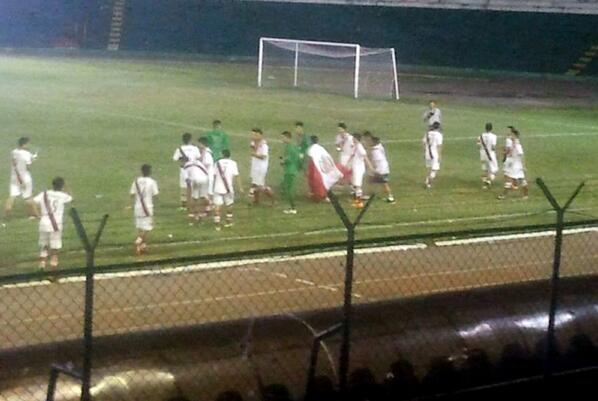
تصویری از بازیکنان تیم ملی فوتبال پرو در المپیک سال ۲۰۱۳

فوتبال پرطرفدارترین ورزش در پرو است. فوتبال در پرو توسط مهاجران بریتانیایی، پرویی‌هایی که از بریتانیای کبیر بازگشته بودند و دریانوردان انگلیسی در نیمه دوم قرن نوزده در توقف‌های پیاپی‌شان در بندر کایائو که در آن زمان یکی از مهم‌ترین بندرهای اقیانوس آرام محسوب می‌شد، به پرو معرفی شد.